# Дизлайк (фильм)
«Дизла́йк» — российский фильм-слэшер режиссёра Павла Руминова. Известен как первый российский фильм про видеоблогеров, снятый режиссёром и вышедший в широкий прокат. Премьера в России состоялась 22 сентября 2016 года.

## Сюжет
Популярная видеоблогерша Таша Гордеева обещает пойти на свидание с обычным, непопулярным парнем по имени Митя, при условии, что тот соберёт за неделю более миллиона подписчиков на YouTube. У Мити ничего не получается и в последний день он совершает самоубийство на камеру. Таша, видя это, винит в первую очередь себя, а затем решает сменить настрой своего блога и принимается заниматься благотворительностью. В частности, она записывает мотивационные видео, тем самым помогая одному умственно-отсталому парню поверить в себя.
Спустя какое-то время ей предлагают рекламную акцию: провести хэллоуинскую ночь в якобы заброшенном доме в лесу вместе с другими популярными видеоблогерами, вместе дегустируя энергетик Devil's Power для того, чтобы не уснуть. Помимо Гордеевой, в тесном кругу оказываются ещё семеро молодых людей; они решают устроить в доме тусовку, но, выпив напиток, все вскоре теряют сознание. После прихода в себя каждый из них оказывается в отдельной комнате, оснащённой камерами наблюдения, и «вечеринка» превращается в реалити-шоу, в котором блогеров начинают убивать по одному, причём обстановка убийства каждого из них косвенно соответствует стилю его контента (например, первым умирает ХайФайв, который в своих блогах переодевался в женщин в париках; ему на голову одет труп осьминога со взрывчаткой внутри). Перед убийством каждого из блогеров некий голос, представившийся «Дизлайком», задаёт им определённый вопрос из центральной системы динамиков, а неправильный ответ сопровождается самим убийством. Большинство из них, как выясняется потом, совершает некто в маске младенца.
Когда в живых остаются лишь Таша и Пранк, в дом врывается второй убийца, которым оказывается Митя. Также выясняется, что вся это пиар-акция была не просто реалити-шоу, а реалити-проектом, проспонсированным за счёт донатов хейтеров и организованным тем самым непопулярным Митей, который подставил самоубийство. А крайним он сделал умственно-отсталого парня, который и был в маске младенца, также ему нравилась Таша. После разглашения тайны Митя убивает Пранка на глазах у Таши и нападает на неё саму. Гена, который, как казалось, был убит одним из блогеров, убивает Митю, который успевает смертельно ранить того ножом. Гена погибает, а Таша с победоносным видом наконец-то выходит из дома.
Позднее, единственная выжившая Гордеева организует фонд поддержки жертв троллинга, в который поступают деньги от тех, кому, наоборот, видеоблогеры нравятся. Сидя в студии, она даёт интервью журналистке, но одновременно с этим показываются флешбэки. Из них следует, что изначально Таша заключила сделку с Митей на ликвидацию конкуренции в лице других видеоблогеров взамен на отношения, однако в последний момент сама завела его в ловушку, таким образом сделав всё чужими руками. С ехидной улыбкой она выходит из кафе минутами позже, но в подворотне на неё внезапно нападает неизвестный и проламывает голову молотком. В конце выясняется, что он тоже ведёт видеоблог и набирает себе популярность точно таким же путём.

## В ролях
- Мария Вэй — видеоблогер Таша Гордеева
- Анастасия Акатова — видеоблогер Роксана
- Олег Гаас — видеоблогер Пранк
- Диана Мелисон — видеоблогер Ксю-I Love You
- Евгений Дакот — видеоблогер БигБорис
- Никита Московой-Руссо — видеоблогер КиноМакс
- Андрей Шугов — видеоблогер ХайФайв
- Сергей Волков — видеоблогер Onegin

## Отзывы и оценки
После того, как трейлер фильма был опубликован в интернете, пользователи YouTube раскритиковали фильм, называли его непрофессиональным и предрекали ему провал в прокате. Сам режиссёр Павел Руминов отмечал, что снимает кино без претензий, в духе видеосалонов.
Фильм получил в основном отрицательные отзывы в российской прессе. Обозреватель BadComedian говорит, что в картине «видеоблогеры показаны как недалёкие и алчные люди, готовые убивать ради подписчиков и популярности, а YouTube показан как самое настоящее зло». Видеоблогер Дмитрий Ларин отмечает, что «Первый фильм о блогинге — бездарная постыдная блевотина! Ну и, конечно, ощущение складывается, что фильмом занимались непрофессионалы, достаточно посмотреть на цветокоррекцию и монтаж».
Кинокритик Борис Хохлов не согласен с жанровой принадлежностью фильма и пишет, что «как слэшер „Дизлайк“ хромает на обе ноги (…) Слэшер — это быстрый и яростный жанр, в котором главные козыри — внезапность и брутальность. „Дизлайк“ же выглядит, как густой кисель — мутный, невнятный, с пенками в виде очень неровной актёрской игры, ряда откровенно искусственных сцен и убийств».
Один из немногих положительных обзоров опубликовал «Интерфакс». Его автор Екатерина Загвоздкина определяет «Дизлайк» как «бодрое молодёжное кино с хорошим темпом. В некоторых сценах авторы фильма проявляют остроумие и даже изобретательность, а иногда и козыряют новыми формальными приёмами» и отмечает, что фильм «не копирует, а удивительно точно переносит на экраны то, чем живут россияне, которые уже получили первый или второй паспорт».

## Награды и премии
2016 — Специальный приз оператору на кинофестивале «Окно в Европу» (Фёдор Стручев).

## Ремейки
В 2019 году вышел шведский фильм «Эксперимент „За стеклом“», сюжет которого почти повторяет «Дизлайк». В этом фильме 8 видеоблогеров оказываются участниками реалити-шоу, в ходе которого также не обходится без смертельных случаев.